# Gull Lake, Saskatchewan
Gull Lake är en ort i Kanada.   Den ligger i provinsen Saskatchewan, i den södra delen av landet, 2 500 km väster om huvudstaden Ottawa. Gull Lake ligger 778 meter över havet och antalet invånare är 949. Den ligger vid sjön Gull Lake.
Terrängen runt Gull Lake är platt. Trakten runt Gull Lake är nära nog obefolkad, med mindre än två invånare per kvadratkilometer..
Trakten runt Gull Lake består till största delen av jordbruksmark.